# Гексахлорбензол
Гексахлорбензо́л, или перхлорбензо́л, — хлорорганическое соединение с формулой C6Cl6, использовавшееся в качестве инсектицида и фунгицида. Также в смеси с другими препаратами применялся для протравливания семян зерновых культур. В отношении гексахлорбензола действует Стокгольмская конвенция о СОЗ, согласно которой данное вещество запрещено во всем мире. 
Гексахлорбензол применяли в России до 1991 г. как протравитель семян. В настоящее время его используют в оборонной промышленности для производства пиротехнических средств, а также при получении химических средств.

## Физические и химические свойства
Гексахлорбензол — бесцветные кристаллы, нерастворимые в воде, малорастворимые в этаноле и бензоле, молекулярная масса 284,8 а.е.м.; температура плавления 231 °C; температура кипения 322 °C; плотность 2,044 г/см³; ПДК в воздухе рабочей зоны 0,0009 мг/л.
Гексахлорбензол сравнительно легко вступает в реакции нуклеофильного замещения, обменивая один атом Cl, например, на группы СН2ОH, OH, SH. При действии BF3 или SbF5 замещает хлор на фтор (конечный продукт — C6F12).

## Получение
Получают гексахлорбензол хлорированием бензола или его хлорпроизводных:
- в газообразном состоянии при температуре 600 °С или в присутствии активированного угля при 350—370 °С;
- в жидком состоянии в присутствии катализаторов (хлориды Fe, Al, Sb, As или других элементов).

Основные реакции:
{\displaystyle {\mathsf {C_{6}H_{6}+6Cl_{2}\longrightarrow C_{6}Cl_{6}+6HCl}}}.
Выделяют кристаллизацией. Чистота не менее 95 % (примеси — трихлорбензол, тетрахлорбензол и пентахлорбензол).

## Воздействие на организм человека и животных
Общий характер действия. Политропный яд. Наиболее ранние изменения наблюдаются со стороны печени, центральной нервной и сердечно-сосудистой систем. Нарушает порфириновый обмен, обладает кумулятивным эффектом.
Ототоксичен (может ухудшать слух).